# Amathous (Palästina)
Koordinaten: 32° 11′ 8″ N, 35° 41′ 12″ O
Der Ort Amathous, auch Ammathous (varia lectio) geschrieben (griech. Αμαθούς bzw. Αμμαθούς), wird vom jüdischen Schriftsteller Flavius Josephus (1. Jahrhundert n. Chr.) als Festungsstadt und Hauptort eines Bezirks im Ostjordanland erwähnt. Die genaue Lage ist umstritten.

## Literarischer Befund
Josephus nennt in seinen beiden Hauptwerken Der jüdische Krieg (bell) und Jüdische Altertümer (ant) je drei Mal Amathous. Es handelt sich um drei kurze, parallele Notizen: bell 1 86f. = ant 13 356; bell 1 89 = ant 13,374; bell 1,170 = ant 14,91. Nach der ersten Stelle gelang es dem jüdischen König Alexander Jannai (103–76 v. Chr.), Amathous, das zum Herrschaftsbereich Theodoros, des Stadtfürsten von Philadelphia (Amman), gehörte, das die zweifellos bedeutendste der Festungen jenseits des Jordans war und das die kostbaren Schätze des Theodoros verwahrte, zu erobern; doch Theodoros konnte seinen eigenen Besitz sowie den Troß des Königs Alexander Jannai (Alexander Jannäus) wiedererobern (bell 1 86f. par ant 13 356). Bald darauf fand Alexander Jannai bei einem zweiten Feldzug gegen Arabien (das Nabatäerreich) die Festung Amathous verlassen vor und schleifte sie (bell 1 89 par. ant 13,374). Ab diesem Zeitpunkt gehörte die zerstörte Festungsstadt (ant 13,374) zum jüdischen Königreich der Hasmonäer. Nach der Eroberung des hasmonäischen Königreichs durch den römischen Imperator Pompejus 63 v. Chr. wurde das Reich im Jahr 57 v. Chr. auf fünf Bezirkshauptstädte (Toparchien) mit jeweils einem Gerichtshof (synhedrion) aufgeteilt: Jerusalem, Jericho, Sepphoris westlich des Jordans, Gadara und Amathous östlich des Jordans (bell 1 170 par. Ant 14 91). Bis auf Amathous und Gadara ist die Ortslage aller anderen Orte bekannt. Sie sind inzwischen mit ihren antiken Bauwerken weltberühmt geworden.

## Ortslage
Nach Josephus war Amathous nicht nur die bedeutendste Festung im Ostjordangraben, sondern konnte als Festungsstadt zu einer Bezirkshauptstadt mit einem Gericht aufgewertet werden. Zur Lokalisierung stellt der Biblische Archäologe Siegfried Mittmann eine plausible Hypothese auf. Er bezieht eine siebte Stelle von Josephus mit ein; diese handelt über Zeno, den Vater von Theophilos: ant 13 393 par bell 1 104. Zeno verwahrte wie sein Sohn Theodorus den Staatsschatz außerhalb von Philadelphia, und zwar in Essa (ant 13 393) bzw. in Gerasa, dem heutigen Dscherasch (bell 1 104). Da Essa nur einmal in der Textüberlieferung der Josephusschriften auftaucht und in der Parallelstelle (bell 1 104) Gerasa lautet, wird der Name Essa allgemein für einen Schreibfehler gehalten (Rengstorf 2101; Marcus 424). Mittmann hingegen hält an der Ursprünglichkeit von Essa fest und erklärt die parallele Nennung von Gerasa (bell 1 104) für eine Verschreibung. Denn Alexander Jannäus hätte es mit seinen geringen Kräften nach dieser Notiz gelingen müssen, die gewaltige antike Großstadt Gerasa mit drei Ringwällen einzuschließen und ohne Kampf zu erobern, ein Ding der Unmöglichkeit, da hellenistische Stadtbürger eine militärische Ausbildung (Ephebie) genossen haben und sich selbstverständlich bei Belagerungen verteidigen konnten. Selbst die militärisch nicht regulär ausgebildeten Juden haben vier Jahre lang Jerusalem gegen die Legionen des römischen Weltreiches verteidigen können (66–70 n. Chr.).
Mittmann rückt Essa daher weit weg von Gerasa ganz in die Nähe von Amathous. Zeno und sein Sohn hätten zwei benachbarte Festungen zur Aufbewahrung ihrer Schätze benutzt. Beide Festungen hätten im Tal des Jabboks gelegen. Essa war der westliche der Tulul adh-Dhahab, Amathous war der wesentlich kleinere Festungsberg Tell Mganni, der drei Kilometer Luftlinie nach Westen sich befindet und den Ausgang des Jabboktales in den Jordangraben überblickt. Auch Ralph Marcus und Allen Wikgren platzieren in der Karte im Anhang der Antiquitates XVI–XVII Amathous nur wenige Kilometer nördlich von der Einmündung des Jabboks in das Jordantal. Doch dort lassen sich keine Überreste von der „stärksten Festung jenseits des Jordans“ ausmachen.
Der Scheitel der Bergkuppe des Tells Mganni ist etwa 175 Meter lang, aber nur 20 bis 27 Meter breit, so dass der Tell lediglich mit einem Turm und einem schmalen Mauerkomplex bebaut werden konnte, aber nicht mit einer Stadt.

## Ausgrabungen
Ein Team der TU Dortmund unter der Leitung von Thomas Pola führte ab 2005/2006 in Zusammenarbeit mit dem Jordanischen Antikendepartement (DOA) und einem Team der Universität Basel Ausgrabungen am westlichen Hügel der Tulul adh-Dhahab/Amathous durch. Die Grabungen haben eine zuvor unbekannte mächtige Wehranlage erschlossen, die den einzig geeigneten Zuweg aus dem Tal zum Tell von Nordwesten her abriegelt. Auf dem überbauten obersten Plateau wurden Teile eines hellenistischen Säulenhofes mit charakteristischen herzförmigen Säulen freigelegt. Diese Anlage wurde in der römischen Zeit umgebaut. Infolge einer erfolgreichen römischen Belagerung gerieten die östlich gelegenen Nebengebäude der Peristylhöfe in Brand und wurden unbewohnbar. Erst etwa 200 Jahre später kamen auch die Peristylhöfe durch ein Erdbeben, vermutlich 363 n. Chr., zu Fall. Die Ausgrabungen sollten ab 2010 fortgesetzt werden.

### Sekundärliteratur
- Immanuel Benzinger: Amathus 1. In: Paulys Realencyclopädie der classischen Altertumswissenschaft (RE). Band I,2, Stuttgart 1894, Sp. 1752 (zur Festung).
- Immanuel Benzinger: Amathus 2. In: Paulys Realencyclopädie der classischen Altertumswissenschaft (RE). Band I,2, Stuttgart 1894, Sp. 1752 (zum Ort bei Tiberias).
- Immanuel Benzinger: Amathus 3. In: Paulys Realencyclopädie der classischen Altertumswissenschaft (RE). Band I,2, Stuttgart 1894, Sp. 1752 (in Koilesyrien).